# ژان لوک اسکایول
ژان لوک اسکایول (انگلیسی: Jean-Luc Escayol؛ زادهٔ ۱۱ فوریهٔ ۱۹۷۲) بازیکن فوتبال اهل فرانسه است.
از باشگاه‌هایی که در آن بازی کرده‌است می‌توان به باشگاه فوتبال لو مان اشاره کرد.